# Números de registro de automóviles en Rumania

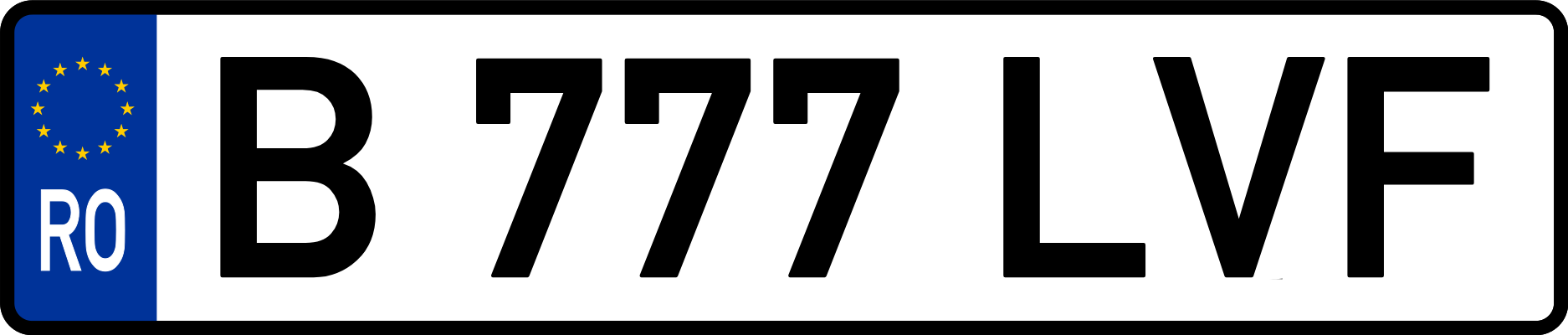
Números de matrícula posteriores a 2007

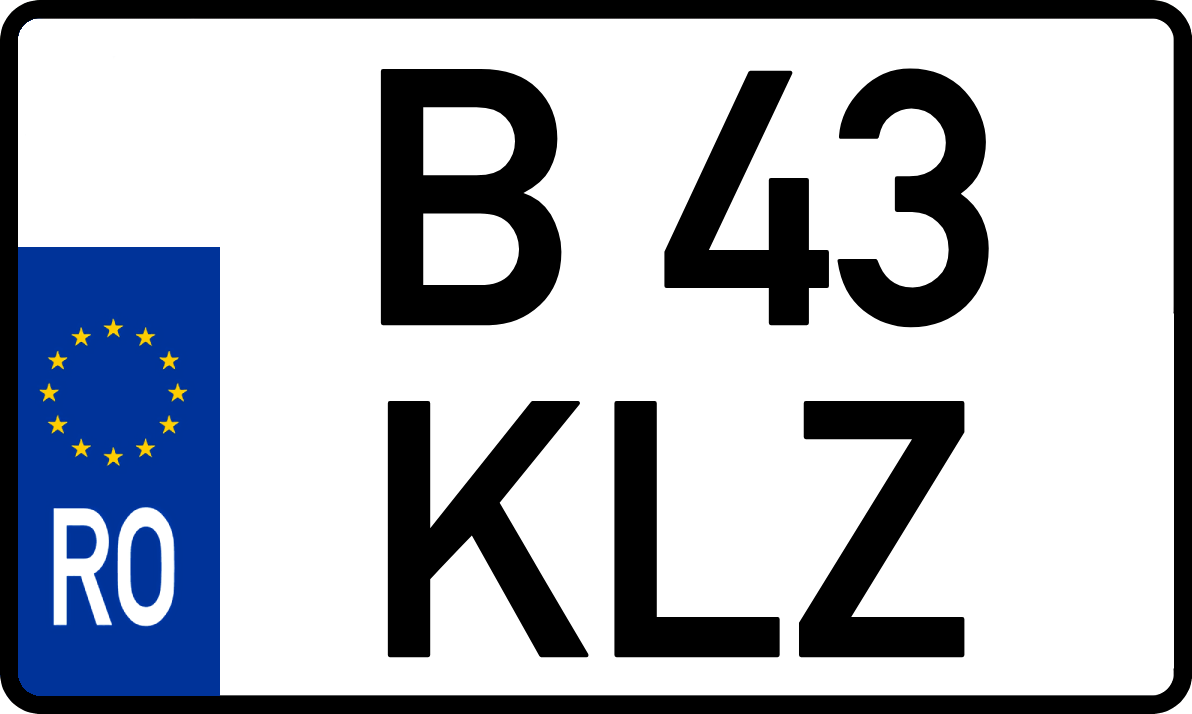
Números de registro posteriores a 2007

Las matrículas de los coches en Rumanía están formadas por una franja vertical azul (franja estándar europea) en el lado izquierdo de la placa que contiene las 12 estrellas de la Unión Europea y el código de país (RO), seguido de una superficie blanca con texto negro en la que aparece el código del distrito(județ) y una combinación de dos o tres dígitos y tres letras . Todos los números emitidos antes del 9 de mayo de 2007 utilizan la bandera rumana en lugar de las 12 estrellas de la Unión Europea. Los números y las letras generalmente se asignan al azar a menos que se pague una tarifa de personalización. Las placas de matrícula se emiten para cada coche y cada propietario y deben devolverse si el coche se vende o se desguaza, aunque el nuevo comprador tiene derecho a solicitar el uso de la matrícula anterior.

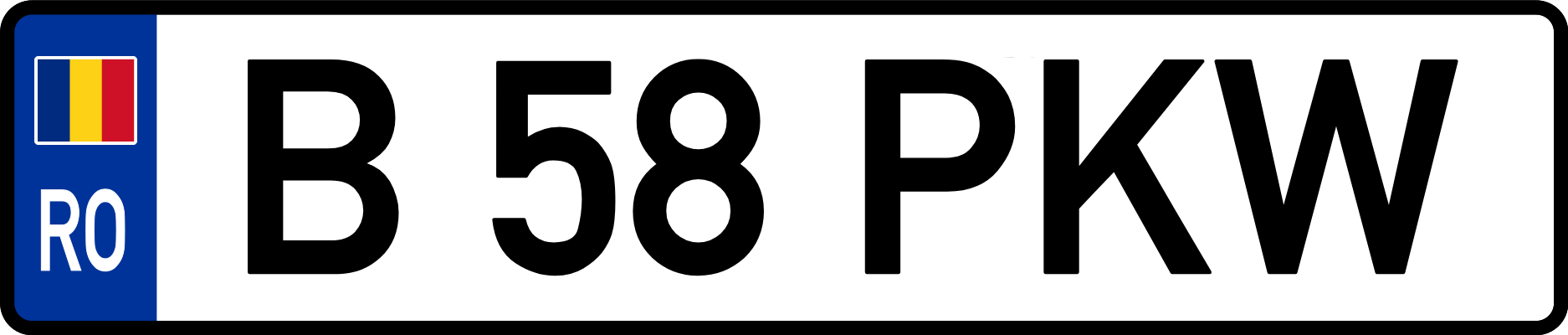
Números de registro previos al 2007

La combinación de números de registro para distritos sigue el formato JJ NN LLL, donde:
- JJ representa el código del distrito, que puede ser: AB, AG, AR, BC, BH, BN, BR, BT, BV, BZ, CJ, CL, CS, CT, CV, DB, DJ, GJ, GL, GR, HD, HR, IF, IL, IS, MH, MM, MS, NT, OT, PH, SB, SJ, SM, SV, TL, TM, TR, VL, VN, VS;
- NN representa la combinación de dígitos (del 01 al 99);
- LLL representa la combinación de letras (las combinaciones no pueden comenzar con las letras I u O, ya que pueden confundirse con los dígitos 1 o 0, y la letra Q no se puede usar en una combinación; también se prohíben las combinaciones III u OOO).

La combinación de números de registro para el municipio de Bucarest puede ser de dos tipos: B NN LLL o B NNN LLL, donde:
- B representa el código del municipio de Bucarest;
- NN o NNN representa la combinación de dígitos (de 01 a 99 para NN y de 100 a 999 para NNN);
- LLL representa la combinación de letras (las combinaciones no pueden comenzar con las letras I u O, ya que pueden confundirse con los dígitos 1 o 0, y la letra Q no se puede usar en una combinación; también se prohíben las combinaciones III u OOO).

Lista de distritos en Rumania :
| código de coche | distrito/Municipio          |
| --------------- | --------------------------- |
| B               | Municipio de Bucarest       |
| AB              | Distrito de Alba            |
| AG              | Distrito de arges           |
|                 | Distrito de Arad            |
| BC              | Distrito de Bacău           |
| BH              | Distrito de Bihor           |
| BN              | Distrito de Bistrita-Năsăud |
| BR              | Distrito de Braila          |
| BT              | Distrito de Botoşani        |
| BV              | Distrito de Brasov          |
| BZ              | Distrito de Buzau           |
| CJ              | Distrito de Cluj            |
| CL              | Distrito de Calarasi        |
| CS              | Distrito de Caraș-Severin   |
| CT              | Distrito de Constanța       |
| CV              | Distrito de Covasna         |
| DB              | Distrito de Dambovita       |
| DJ              | Distrito de Dolj            |
| GJ              | Distrito de Gorj            |
| GL              | Distrito de Galati          |
| GR              | Distrito de Giurgiu         |
| HD              | Distrito de Hunedoara       |
| HR              | Distrito de Harghita        |
| IF              | Distrito de Ilfov           |
| IL              | Distrito de Ialomiţa        |
| IS              | Distrito de Iaşi            |
| MH              | Distrito de Mehedinti       |
| MM              | Distrito de Maramures       |
| MS              | Distrito de Mures           |
| NT              | Distrito de Neamt           |
| OT              | Distrito de Olt             |
| PH              | Distrito de Prahova         |
| SB              | Distrito de Sibiu           |
| SJ              | Distrito de Salaj           |
| SM              | Distrito de Satu Mare       |
| SV              | Distrito de Suceava         |
| TL              | Distrito de Tulcea          |
| TM              | Distrito de Timis           |
| TR              | Distrito de Teleorman       |
| VL              | Distrito de Valcea          |
| VN              | Distrito de Vrancea         |
| VS              | Distrito de Vaslui          |

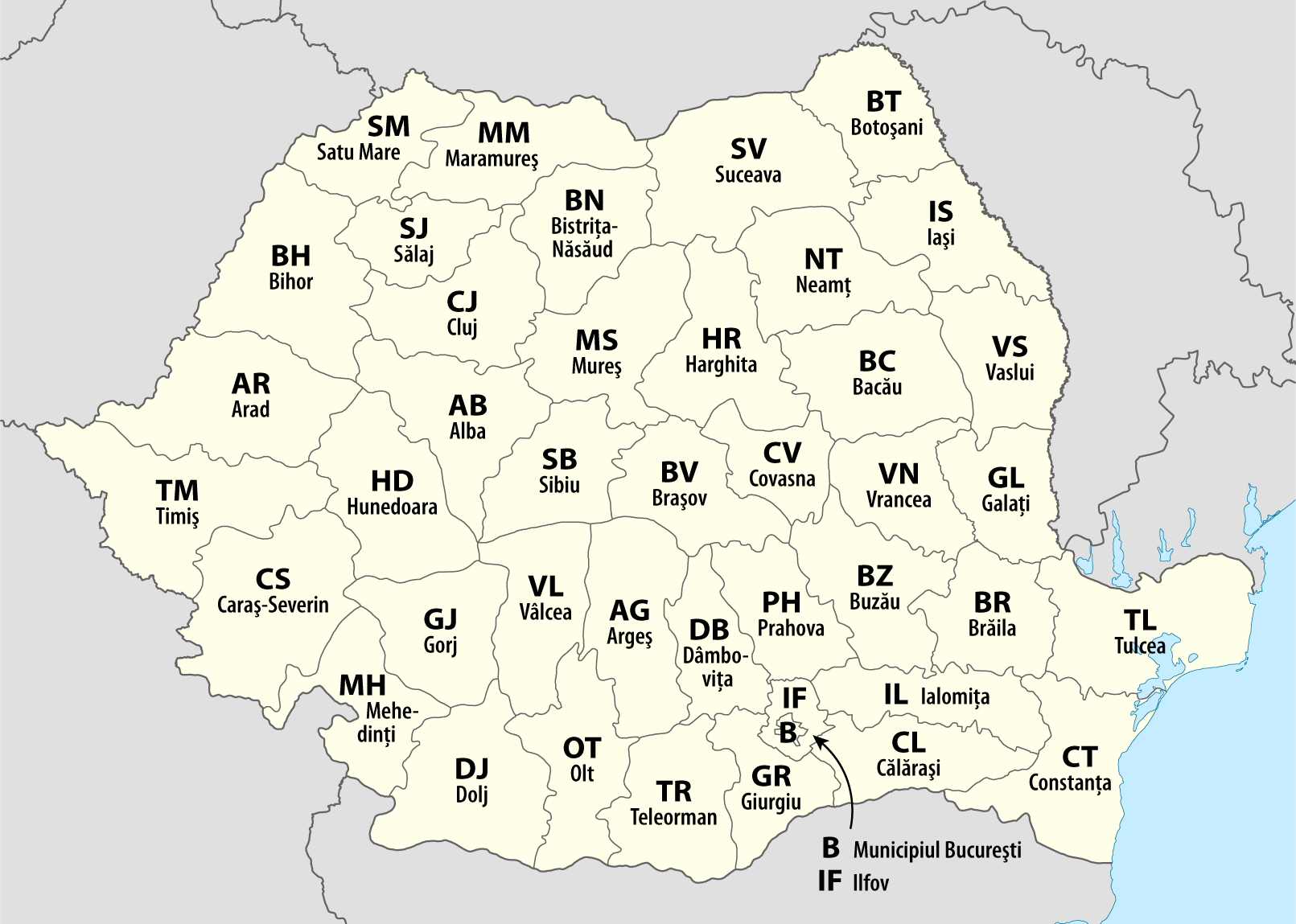
Códigos de distrito(Județ) en Rumania

Ciertas instituciones se benefician de números especiales, que comienzan con las siguientes letras:
| Código | INSTITUCIÓN             |
| ------ | ----------------------- |
| MAI    | Ministerio del Interior |
| A      | Ejército                |
| CD     | Cuerpo diplomático      |
| TC     | Transporte Consular     |
| FA     | Fuerzas Armadas         |
| ALA    | Aviación                |

## Otros tipos de placas de matrícula
Los números verdes son como los números normales, excepto que están escritos en verde sobre un fondo blanco y significan que el automóvil no contamina. El 28 de abril de 2022 se publicó en el Boletín Oficial la Orden Conjunta del Ministro de Medio Ambiente, Agua y Bosques, el ministro del Interior y el vice primer ministro, el ministro de Transporte e Infraestructura, que establece que se introducen placas de matriculación con letras y números verdes que se conceden exclusivamente a vehículos con cero emisiones de CO2 (coches puramente eléctricos o de pila de combustible de hidrógeno ).

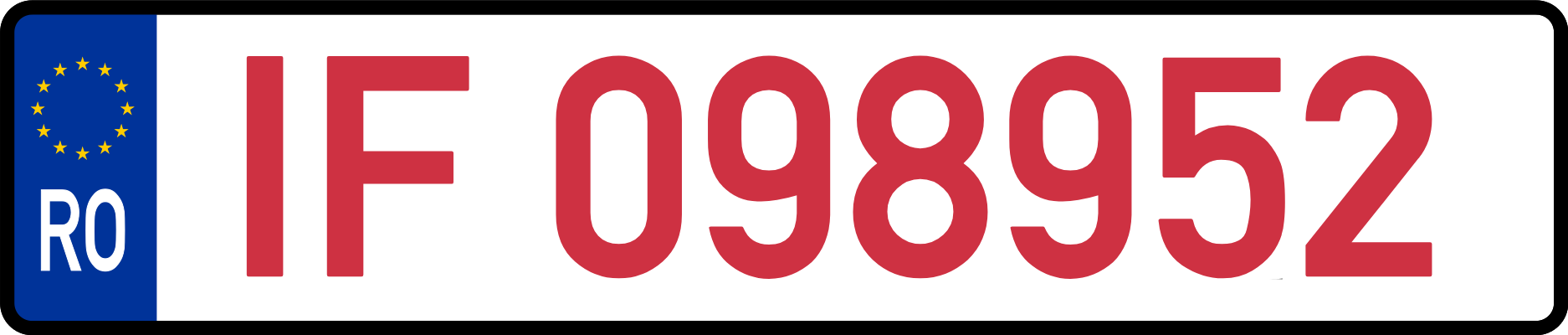
Números temporales a corto plazo

Los números temporales a corto plazo constan de la banda europea seguida del código del país y de  entre tres y seis dígitos, el primero de los cuales siempre es cero y el segundo siempre es distinto de cero. Toda la escritura a excepción de la banda europea de la placa está en color rojo.
Estas placas tienen una validez máxima de 30 días y se pueden volver a emitir por un período continuo acumulado de como máximo 90 días.
Estas placas se pueden utilizar para cualquier vehículo, independientemente de su estado técnico. Han sido especialmente diseñadas como opción para cualquier caso en el que sea imposible que un vehículo tenga placas regulares.

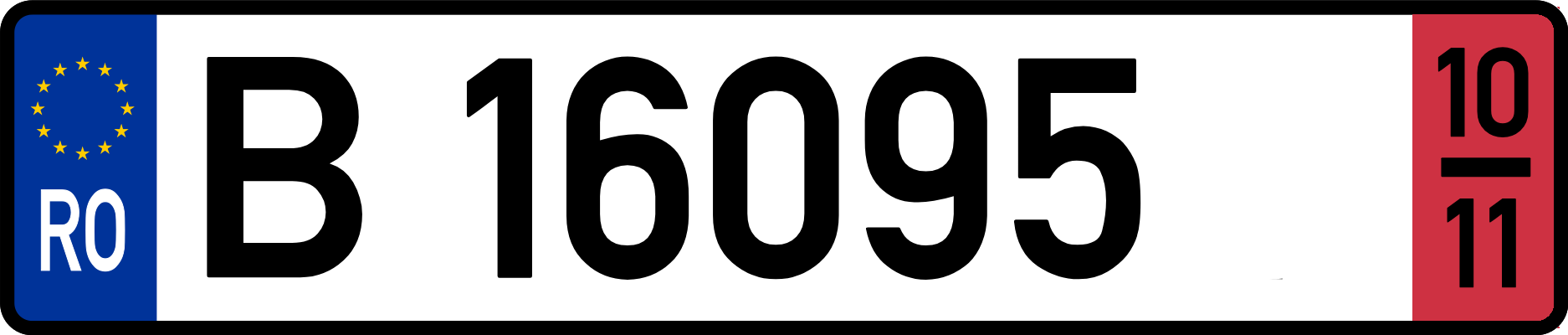
Números temporales a largo plazo

Los números temporales de largo plazo son similares a los de corto plazo, pero usan un color de texto negro en lugar de rojo y el número nunca comienza con un cero. Además, contiene una banda roja en el lado derecho que muestra la fecha de vencimiento de la placa en el formato AA/MM.
Este tipo es utilizado con mayor frecuencia por ciudadanos extranjeros que tienen residencia temporal en Rumania y para automóviles sujetos a un contrato de leasing.

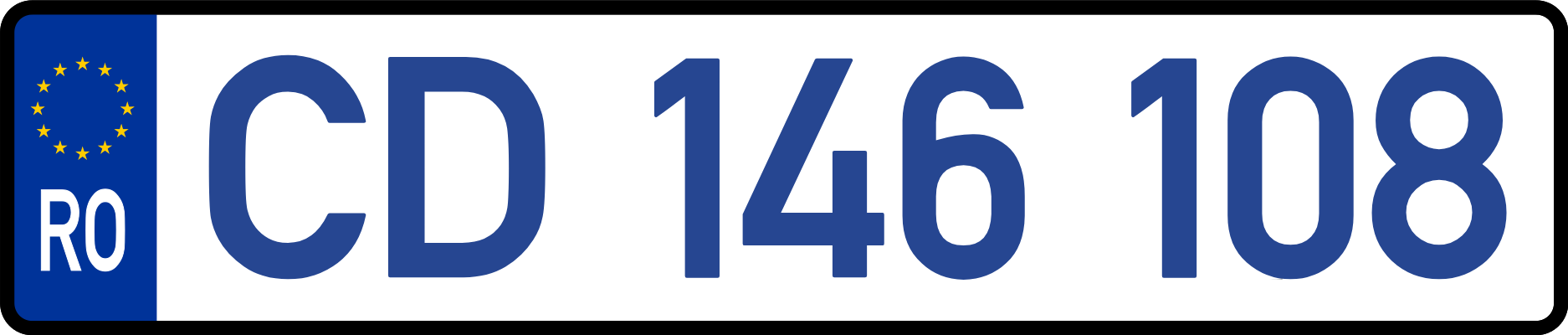
Números diplomáticos CD (Cuerpo diplomático)

Los números diplomáticos contienen una banda europea seguida de texto azul. El texto consta de un código que puede ser CD (Cuerpo Diplomático), TC (Transporte Consular) o CO (Consulado), seguido de 6 dígitos.
Los tres primeros dígitos representan el país o la organización internacional.

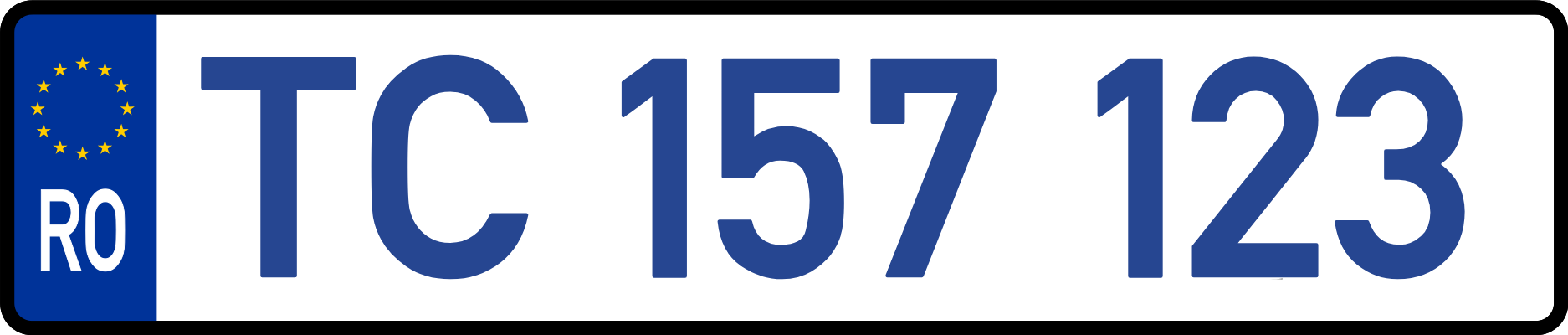
Números diplomáticos TC (Transporte Consular)

Este tipo de matrícula se emite exclusivamente a diplomáticos, y los automóviles con dichas placas gozan de inmunidad diplomática. Inicialmente, los países u organizaciones recibían códigos en orden alfabético, pero algunos países, como Estados Unidos o Rusia, recibieron más de un código porque superaban los 899 autos registrados.

## Códigos de países en las placas diplomáticas
| Código | País                            |
| ------ | ------------------------------- |
| 101    | Afganistán                      |
| 102    | Albania                         |
| 103    | Argelia                         |
| 104    | Argentina                       |
| 105    | Austria                         |
| 106    | Bélgica                         |
| 107    | Brasil                          |
| 108    | Bulgaria                        |
| 109    | Camboya                         |
| 110    | Canadá                          |
| 111    | República Checa                 |
| 112    | Chile                           |
| 113    | China                           |
| 114    | Chipre                          |
| 115    | República Democrática del Congo |
| 116    | Corea del Sur                   |
| 122    | Egipto                          |
| 123    | Suiza                           |
| 124    | Etiopía                         |
| 125    | Finlandia                       |
| 126    | Francia                         |
| 127    | Alemania                        |
| 128    | Grecia                          |
| 130    | India                           |
| 131    | Indonesia                       |
| 134    | Irán                            |
| 136    | Italia                          |
| 138    | Japón                           |
| 141    | Libia                           |
| 142    | Malasia                         |
| 146    | Moldavia                        |
| 150    | Países Bajos                    |
| 152    | Pakistán                        |
| 154    | Polonia                         |
| 155    | Portugal                        |
| 156    | Rusia                           |
| 157    | Estados Unidos                  |
| 159    | Siria                           |
| 165    | Túnez                           |
| 166    | Turquía                         |
| 167    | Ucrania                         |
| 168    | Hungría                         |
| 170    | Venezuela                       |
| 183    | ONU                             |
| 189    | Bielorrusia                     |
| 191    | Perú                            |
| 193    | Catar                           |
| 205    | Croacia                         |
| 206    | Azerbaiyán                      |
| 207    | Reino Unido                     |
| 210    | Arabia Saudita                  |
| 211    | Estados Unidos                  |
| 216    | Georgia                         |
| 217    | Emiratos Árabes Unidos          |
| 220    | Kuwait                          |
| 222    | Armenia                         |
| 223    | Eslovenia                       |
| 226    | Turkmenistán                    |
| 234    | Estonia                         |